# Route nationale 988 (Belgique)
 (avril 2020).
Si vous disposez d'ouvrages ou d'articles de référence ou si vous connaissez des sites web de qualité traitant du thème abordé ici, merci de compléter l'article en donnant les références utiles à sa vérifiabilité et en les liant à la section « Notes et références ».
Pour les articles homonymes, voir Route 988.
La route nationale 988 est une route nationale de Belgique de 23,5 kilomètres qui relie Fleurus à Saint-Gérard via Tamines et Fosses-la-Ville.

## Description du tracé

### Communes sur le parcours
- Région wallonne
  -  Province de Hainaut
    - Fleurus
    - Wanfercée-Baulet (Fleurus)

  -  Province de Namur
    - Velaine-sur-Sambre
    - Auvelais
    - Tamines
    - Falisolle
    - Fosses-la-Ville
    - Bambois
    - Saint-Gérard